# Abraxas chalcozona
Abraxas chalcozona är en fjärilsart som beskrevs av Rayner 1903. Abraxas chalcozona ingår i släktet Abraxas och familjen mätare. Inga underarter finns listade i Catalogue of Life.